# Justicia viridiflavescens
Justicia viridiflavescens är en akantusväxtart som beskrevs av Gustav Lindau. Justicia viridiflavescens ingår i släktet Justicia och familjen akantusväxter. Inga underarter finns listade i Catalogue of Life.